# Czas krwawego księżyca
Czas krwawego księżyca (ang. Killers of the Flower Moon) – amerykański dramat filmowy z 2023 roku w reżyserii Martina Scorsese, zrealizowany na podstawie reportażowej książki Czas krwawego księżyca: Zabójstwa Osagów i narodziny FBI autorstwa Davida Granna. Zdjęcia kręcono w Oklahomie.
Światowa premiera filmu odbyła się 20 maja 2023 roku w ramach pokazów pozakonkursowych na 76. MFF w Cannes. Na ekrany amerykańskich i polskich kin obraz trafił tego samego dnia – 20 października 2023 roku.

## Fabuła
Fabuła skupia się na autentycznej historii mieszanego małżeństwa Burkhartów podczas tzw. terroru w hrabstwie Osage oraz śledztwa dopiero co powstającego FBI w jego sprawie.

## Obsada
- Leonardo DiCaprio jako Ernest Burkhart
- Robert De Niro jako William King Hale
- Lily Gladstone jako Mollie Kyle
- Jesse Plemons jako Thomas Bruce White Sr.
- Tantoo Cardinal jako Lizzie Q
- John Lithgow jako Peter Leaward
- Brendan Fraser jako W. S. Hamilton
- Cara Jade Myers jako Anna Brown
- JaNae Collins jako Reta (lub Rita)
- Jillian Dion jako Minnie
- Jason Isbell jako Bill Smith
- William Belleau jako Henry Roan
- Louis Cancelmi jako Kelsie Morrison
- Scott Shepherd jako Byron Burkhart
- Brent Langdon jako Barney McBride[2]

## Odbiór
Film spotkał się z uznaniem krytyków. Otrzymał liczne nagrody i wyróżnienia, w tym 7 nominacji do Złotych Globów. Był jednym z faworytów do nagród Oscara, ale nie zwyciężył w żadnej z 10 kategorii, w których był nominowany.